# کیم کیونگ هوا
کیم کیونگ هوا (کره‌ای: 김경화؛ زادهٔ ۲۸ مارس ۱۹۸۶) بازیکن فوتبال اهل کره شمالی است.